# Юліан Фалат

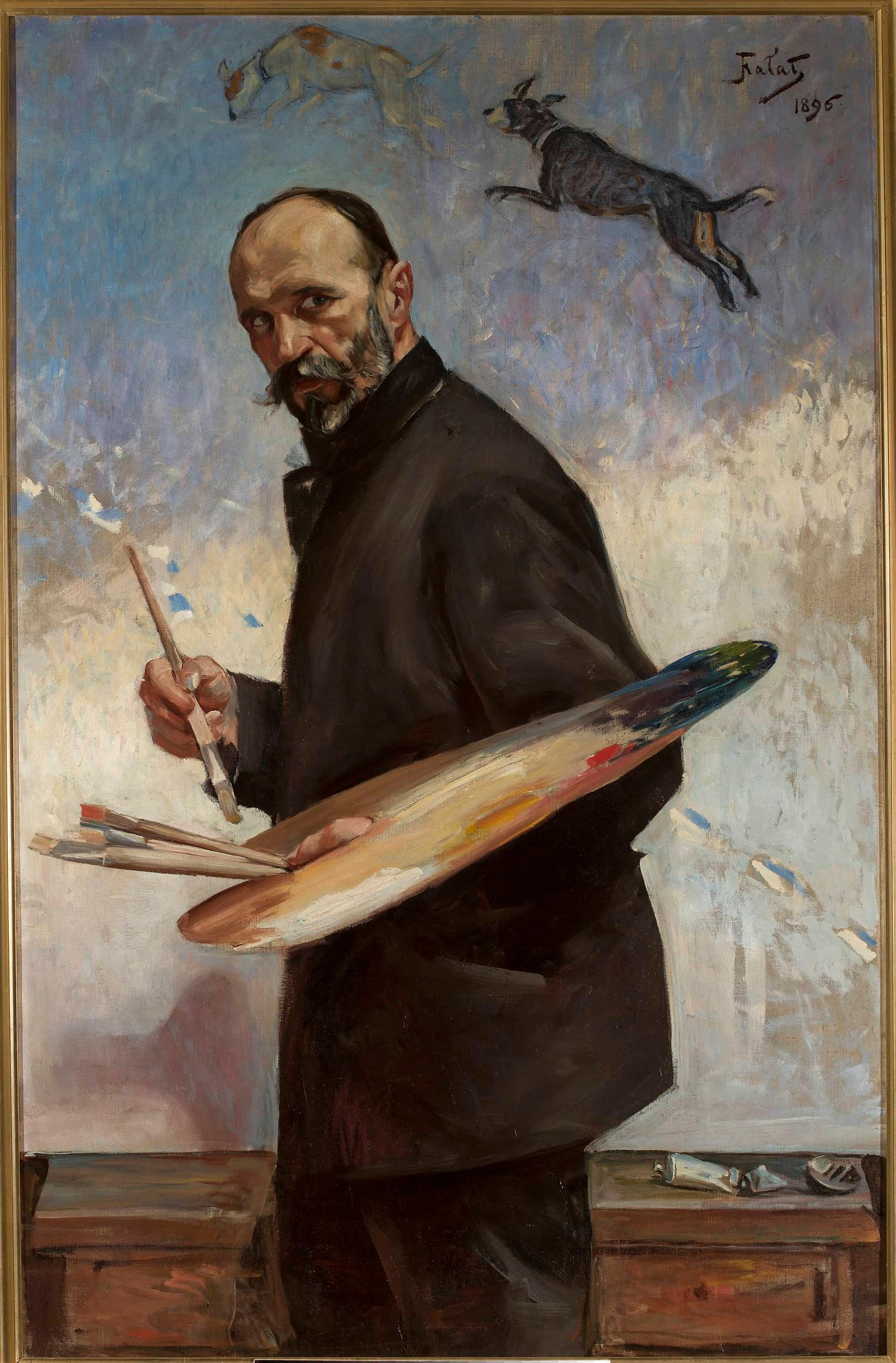
Автопортрет (1896) у Національному музеї у Варшаві

Юліан Фалат (пол. Julian Fałat; 30 липня 1853, Тулиголове — 9 липня 1929, Бистра) — польський художник, один із найвидатніших польських акварелістів, представник реалізму та імпресіоністичного пейзажу; у 1895—1909 рр. ректор Академії мистецтв у Кракові.

## Біографія
Власними силами, без допомоги сім'ї та стипендій, здобув художню освіту. Поступаючи до шкіл у Львові, він кілька разів кидав їх. Закінчив молодшу середню школу в Перемишлі, а в 1869 році вступив до Школи образотворчих мистецтв у Кракові. Через брак коштів він не міг собі дозволити олійні фарби, тому зацікавився акварельним живописом.
Закінчивши навчання, поїхав на рік в Україну, де знайшов роботу карикатуриста при археологічних розкопках. Пізніше працював у майстерні архітектора Фелікса Гасьоровського в Одесі. Потім переїхав до Цюриха та Мюнхена для подальших досліджень (у середині жовтня 1875 р. подав звіт в Академію образотворчих мистецтв — Antikenklasse). Перервав навчання, щоб заробити на життя і почав працювати техніком з будівництва залізниць. Фалат навчався до 1880 року і в цей період малював переважно пейзажі, жанрові сцени та портрети.
Він поїхав до Риму на рік. Картина «Старий, що молиться» (1881) (пол. Modlący się starzec), відноситься до цього періоду його творчості. У 1882—1886 роках він асоціювався з оточенням варшавських художників. Щоб підтримати себе, він робив жанрові сцени, наприклад Картини з двору Варшави, опубліковані в Kłosy у 1882 р. У 1884 році він поїхав на рік до Іспанії, а потім подорожував світом. Він задокументував цю подорож, зробивши акварелі, з яких до сьогодні збереглося лише небагато творів. Після повернення до Польщі в 1887 році на картинах Фалата з'явилися сцени полювання. Серед більш відомих — Oszczepnicy 1890 року та Powrót z polowania na niedźwiedzia 1892 р. Він малював тварин — оленів, косуль, а з 1891 р. також лосів. Він є автором зимового пейзажу в панорамі Berezyna.
У 1886—1895 роках працював при дворі імператора Вільгельма II у Берліні. Завоював медалі на виставках у Берліні, Мюнхені та Відні. У квітні 1895 р. він став завідувачем Краківської школи образотворчих мистецтв, в якій провів реформи, представивши нових професорів. Був створений пейзажний собор, який перейняв Ян Станіславський. Був одним із засновників Товариства польських художників «Мистецтво» (пол. Sztuka).
У 1900 році Юліан Фалат одружився з італійкою Марією Луїзою Комелло Штукенфельд, з якою у нього було троє дітей: Гелена (згодом дружина актора Іґо Сима), Казімір та Лучан. На його картині з'явився зимовий пейзаж, найдавніший з яких художник намалював у 1902 році, останній датується 1913 р. Фалат також намалював краківські мотиви — види міських стін, намальовані з вікон студії в різний час доби (наприклад, "Автопортрет на задньому плані панорами Кракова від студії 1903 р.). Він часто приїздив у Закопане, і в його творах з'являлися гірські пейзажі (Dolina Kościeliska 1894, Pod Nosalem 1909). У 1902 році він побудував віллу з майстернею у Бистрі, а в 1910 році, після відставки з посади ректора Академії образотворчих мистецтв, оселився тут на постійно (нині Fałatówka).
Після повернення незалежності він долучився до реконструкції культурного життя Польщі. У 1919—1922 роках він жив у Торуні, де купив будинок на пл. Театральний 42, сьогодні Фоса Старомійська 28, який став центром культурного життя міста. Там збиралися художники, дипломати та люди культури з Торуня та країни. Після смерті сина Лучана він віддав свій будинок Поморському товариству з догляду за дітьми. Став співзасновником і першим бригадиром (президентом) «Konfraterni Artystów». Він брав участь у засіданнях міської ради, коли обговорювались питання культури, засідав у почесних комітетах та підтримував різні громадські акції. Він писав пейзажі Вісли у Торуні. Наприкінці життя Юліан Фалат організував ретроспективні виставки у Кракові та Варшаві у 1925 році.
Похований на кладовищі у Бистрі.

## Робочі інструменти
Фалат використовував фоторевольвер Бранделя у своїх роботах.

## Творчість
- Popielec, 1881
- Modlący się starzec, 1881
- Naganka na polowaniu w Nieświeżu, 1891[5][6]
- Chłopiec z brzoskwiniami, 1882
- Świteź, 1888
- Przejście Napoleona przez Berezynę (Odwrót spod Berezyny), 1890
- Powrót z niedźwiedziem, 1892
- Widok Krakowa, 1896, Muzeum Śląskie w Katowicach
- Kraków rankiem, 1897
- Przed polowaniem w Rytwianach[6][7]
- Berezyna, 1907
- Śnieg, 1907

## Галерея

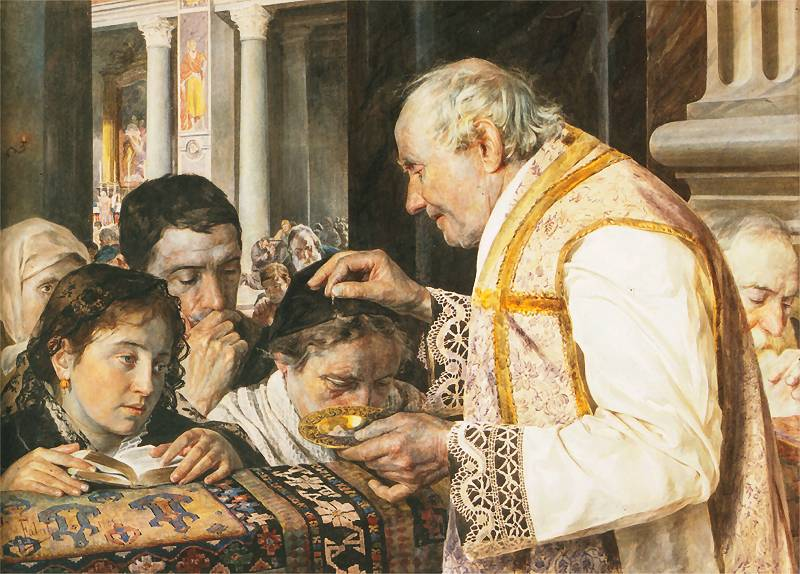
Popielec, 1881
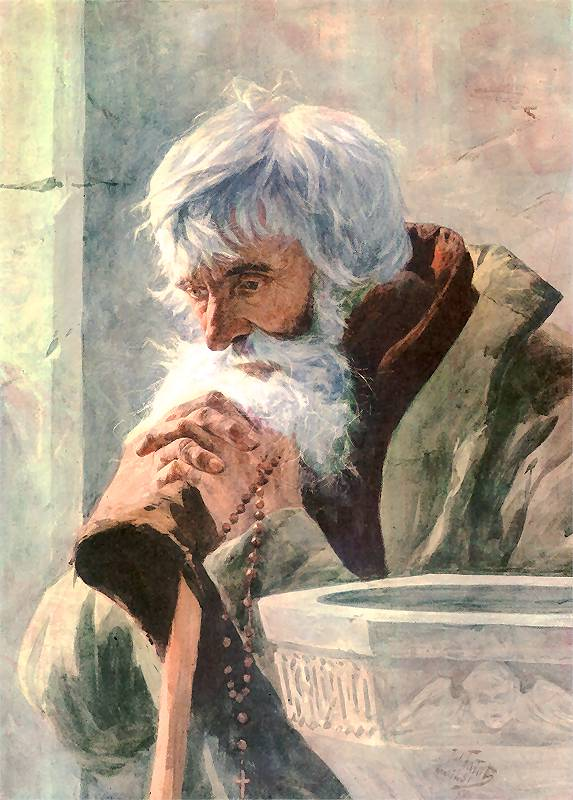
Modlący się starzec, 1881
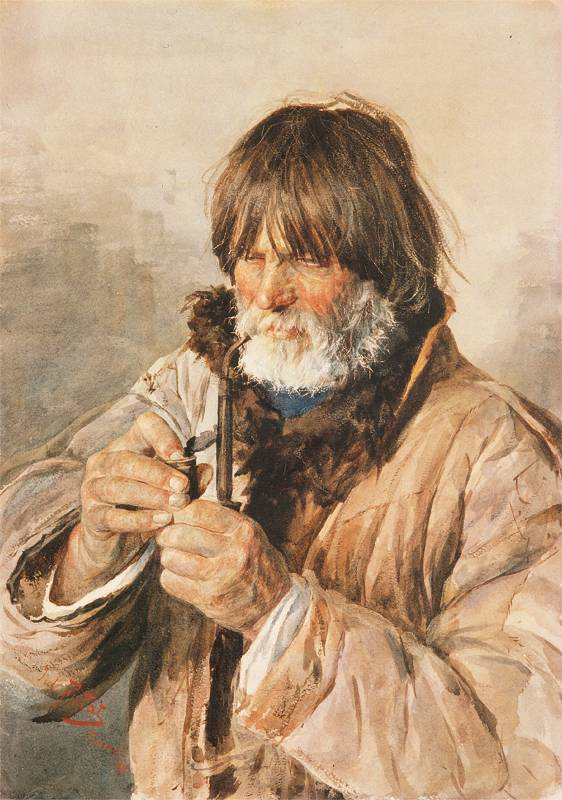
Portret mężczyzny z fajką, 1881
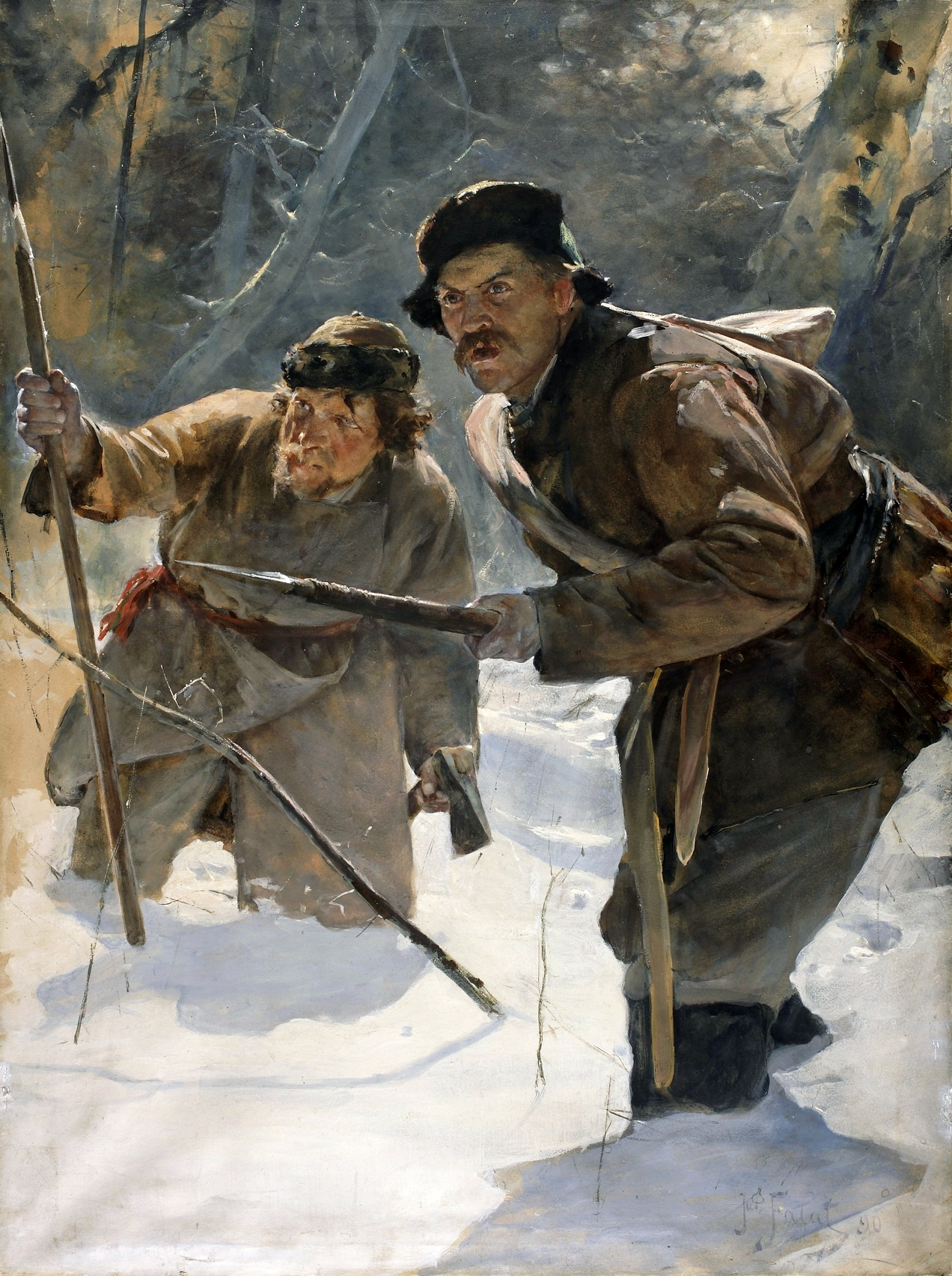
Oszczepnicy (Polowanie na niedźwiedzia), 1890
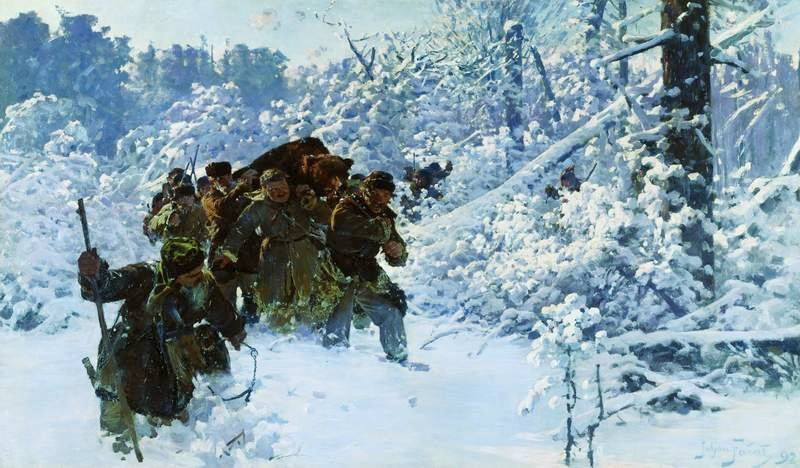
Powrót z niedźwiedziem, 1892
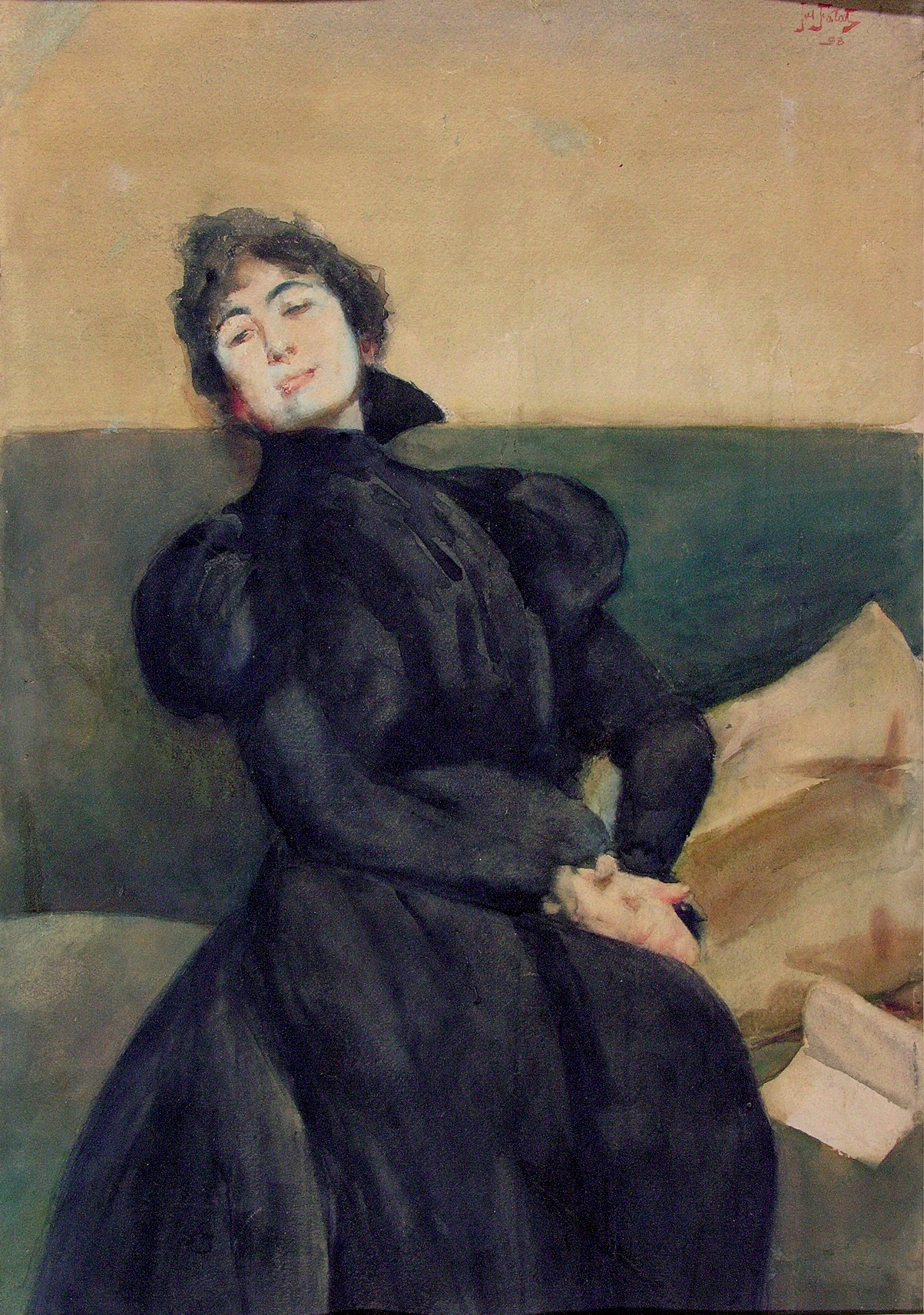
Portret Gabrieli Zapolskiej, 1898
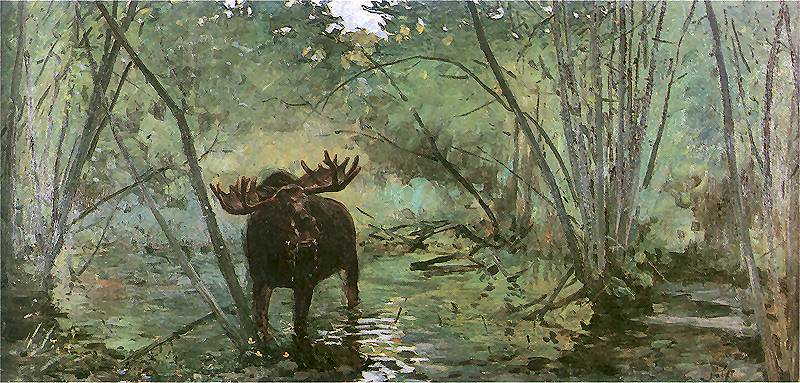
Łoś, 1899
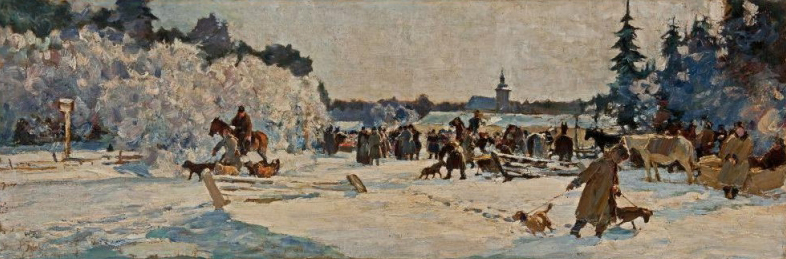
Przed polowaniem w Rytwianach, 1901
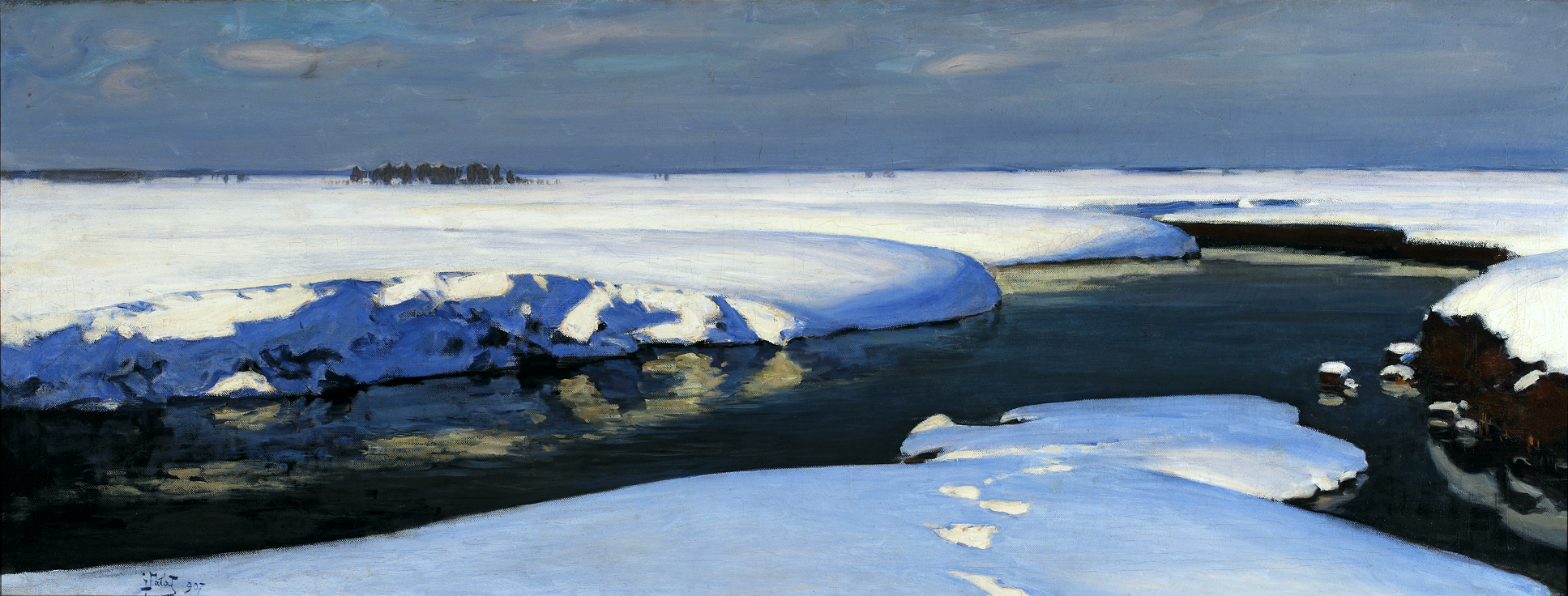
Krajobraz zimowy z rzeką, 1907
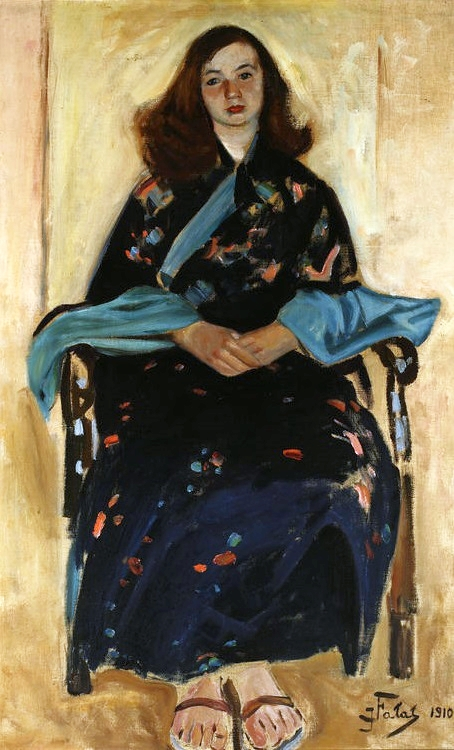
Kobieta w kimonie, 1910
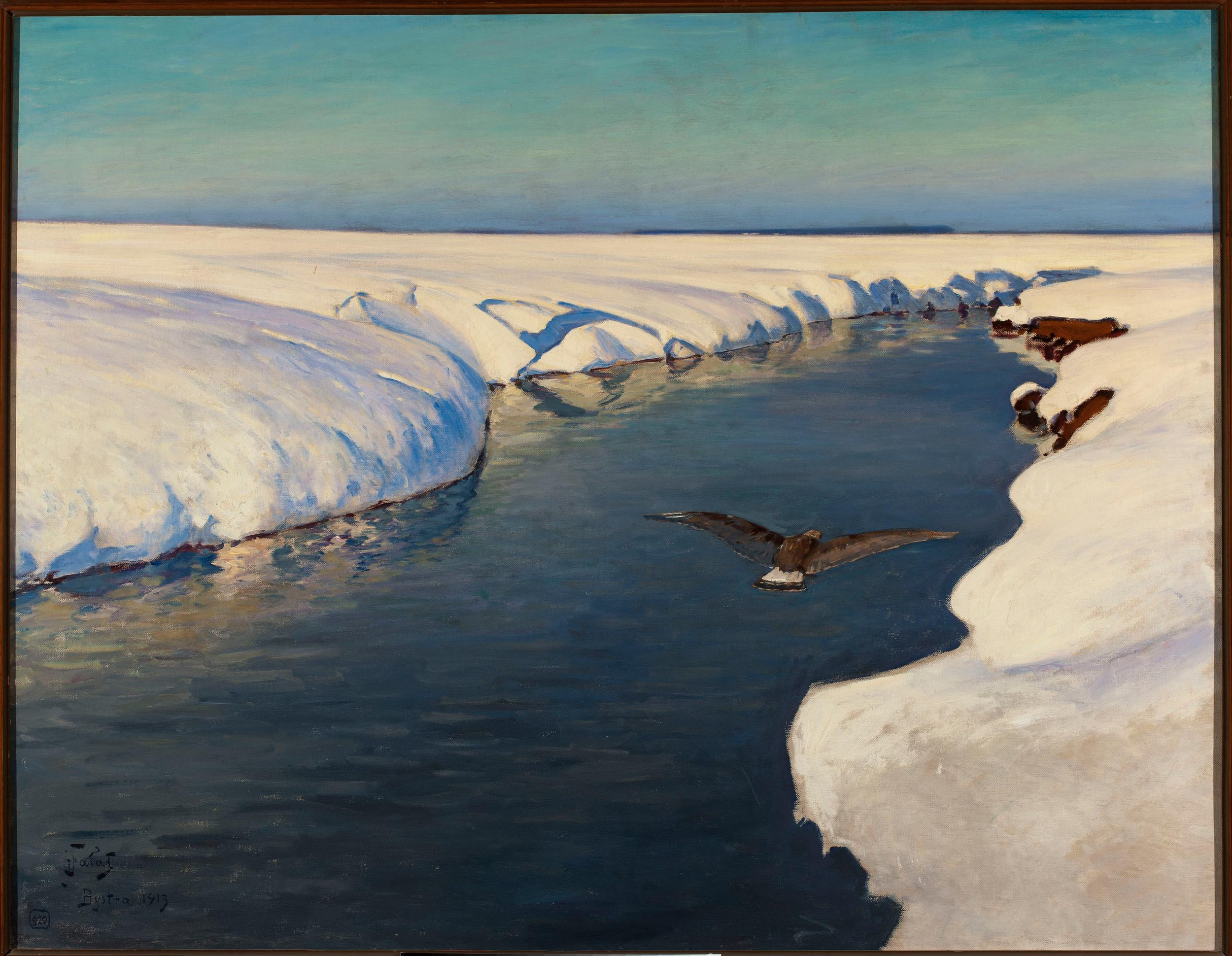
Pejzaż zimowy z rzeką i ptakiem, 1913
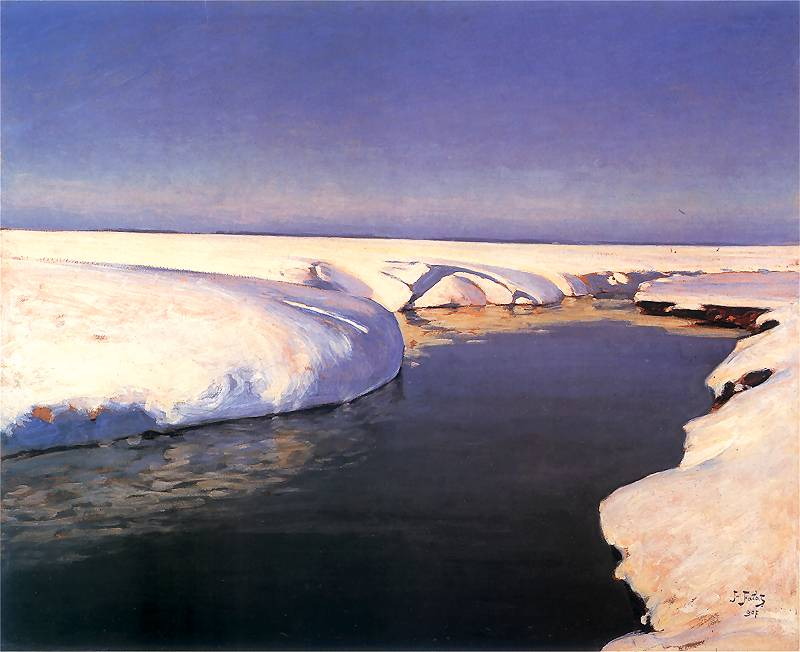
Śnieg, 1929

## Нагороди та відзнаки
- 1900 — Орден Залізної Корони III класу[8]
- 1908 — Командорський хрест ордена Франца Йосифа, Австрія[9]
- 1923 — Командорський хрест ордена Відродження Польщі[10]
- 1928 — Командорський хрест з зіркою ордена Відродження Польщі[11][12]

## Пам'ять
На честь нього названі вулиці у Кракові, Торуні, Тарнові, Бидгощі, Кошаліні, Любліні, Бистрі, Варшаві, Битомі та Щецині.